# 新华制药
山東新華製藥股份有限公司，簡稱新華製藥（英語：Shandong Xinhua Pharmaceutical Company Limited，港交所：0719、深交所：000756），是中华人民共和国的一家制药企业，总部位于山东省淄博市，前身为1943年由胶东军区卫生部在乳山地区建立的制药小组。現時為華魯控股集團有限公司旗下控股子公司，最终控股方为山东省人民政府国有资产监督管理委员会。
新华制药是中国第一家化学合成制药企业，也是全球主要的解热镇痛类药物生产出口基地，规模为亚洲最大。该厂的阿司匹林、布洛芬等产品占全球市场的三分之一以上。

## 历史

### 抗战及内战时期
新华制药的历史可以追溯至1943年11月在乳山地区建立的制药小组。1943年11月，胶东军区司令员许世友谋划组建制药小组，从胶东军区卫生部所属单位抽调18名医务人员在牙前县（现烟台市牟平区）后垂柳村成立了制药小组，进行药品的研制和生产。1944年3月，制药组迁到了境内井口村，分工成立制药、丸药、烧酒、器械4个小组和1个对外营业的药房。该厂开始用畜力代替人力碾药。1944年5月，制药组人员发展到70余人。同年10月迁入东夼钟家村，胶东军区卫生部政委袁荣正式命名制药组为“新华制药厂”。时任东海军区卫生部部长张一民认为，“新华”二字有崭新的时代意义，其含义是“要用新中国取代旧中国，要建立一个‘人民当家作主’的新中华，我们的药厂是新中华的药厂”。
建厂初期，新华制药厂主要为军队生产药品。1945年9月，新华制药厂迁至观水村，并采用手摇压片机开始片剂生产。1946年开始生产针剂。1948年5月，原在江苏淮安的新四军四师材料处制药所并入新华制药厂之后，6、7月间生产血清疫苗的胶东军区卫生试验所也合并到新华制药厂。在观水村期间，新华制药厂的药品、医疗器械、卫生材料可保障胶东军区60%以上的军需。产品包括消毒酒精、药棉、绷带、中成药、小苏打、乙醚、氯仿、鱼肝油、甘油、吗啡、水杨酸钠等化学药品，亦生产霍乱、破伤风、牛痘、血清疫苗和抗毒素等生物制品。该厂是当时山东省仅有的三家生产西药（均在胶东半岛）的专业厂之一，也是中国共产党办的唯一一家可以生产制剂的制药厂。
1948年10月，该厂迁至淄博张店，当年该厂员工共有747人。1949年1月，根据中央军委总后勤部卫生部提出的工厂要“专业化”指示，新华制药厂由军管供给制转为经济核算制，生产开始向民用过渡。之后在张店、济南、烟台、潍县、青岛、徐州开设营业部，在上海、天津设立了办事处。

### 中华人民共和国成立后
1950年1月，该厂试制成功了治疗黑热病的特效药葡萄糖酸锑钠（斯锑黑克），为当时中国200多万黑热病患者得到了救治。1949年到1950年，新华制药厂生产的药品由69种增至81种，医疗器械由46种增至53种，玻璃仪器由115种增至229种，总产值由149.4万元增至403万元。

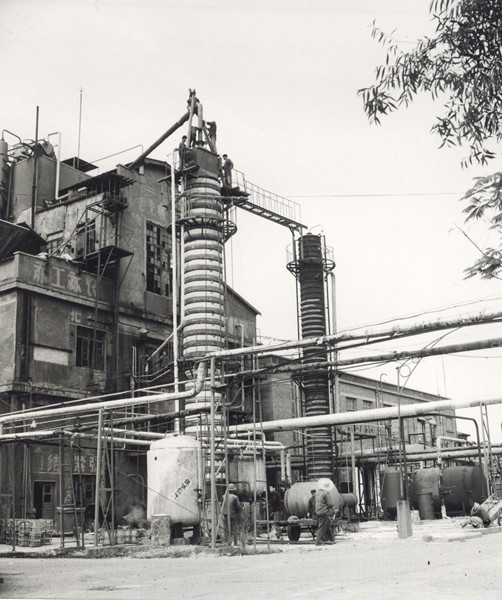
1954年，新华制药厂建成投产中国第一个现代化化学合成原料药非那西汀车间

第一个五年计划期间，新华制药厂先后试制投产了15种新产品及28种原料产品。同时在1953年底试制成功中国第1台搪玻璃反应罐。1954年，新华制药厂投资建设中国第一条较大规模的化学合成原料药非那西汀生产线。
1950年代，中华人民共和国化学工业部确定新华制药厂以解热镇痛类药物为发展方向。在第二个五年计划期间，该厂先后投产了原料药巴比妥、苯巴比妥，解热镇痛类原料药阿司匹林、氨基比林、安乃近，以及精神类原料咖啡因等药物。新华制药与华北制药、东北制药、太原制药一起成为医药行业的“四大家族”。1964年，中国医药行业成立“托拉斯”，新华制药厂归中国医药工业公司领导，济南、青岛制药厂成为新华制药厂的分厂。新华制药也曾派出大批干部和技术人员，援建了华北制药、西北第二合成制药等国家大型骨干制药企业。直接建设了新华制药第三分厂（即济宁分厂）、第四分厂（即沂源分厂），两者分别是现在的鲁抗医药和瑞阳制药的前身。
文化大革命时期，新华制药的生产设施遭到破坏，济南、青岛药厂分出独立。1968年1月至3月，该厂因武斗而停产47天，经济损失达2270万元。1974年因“批林批孔”，全厂利润比1966年下降79.36％。期间该厂相继建成氨茶碱、周效磺胺、强的松龙、甲氧苄氨嘧啶等工程项目。

### 改革开放后
随着文革的结束及中共十一届三中全会以后，新华制药进一步完善了各项管理制度，实行了百元产值工资包干制和厂长负责制，在此期间，还相继试制投产了吡哌酸、布洛芬等新产品。1986年，新华制药提出了“产品质量关系企业生命，药品质量关系人的生命”的质量价值观，建立了从原料进厂、生产环节，到产品出厂全过程质量控制体系，被当时的国家医药管理局在全国推广学习。1987年，新华制药一分厂建成投产，为布洛芬、PPA等主要产品扩产打下基础，也为后续的大规模园区化生产做了尝试。
1992年，新华制药厂利用世界银行贷款，建成投产了中国大陆第一座符合GMP标准的片剂生产车间，该车间被国家医药局确定为GMP样板车间。同年，新华制药厂在中国大陆医药行业中率先开展自营进出口业务，实现了国际化经营。
1993年，新华制药厂开始股份制改造。新华制药在1996年12月31日於香港交易所主板上市，招股價為1.82港元，全球發行股份為144,500,000股H股，集資額為262,990,000港元。至於深圳方面，則在1997年7月24日於深圳證券交易所主板上市，發行價為3.45元人民幣，面向境内投资者發行股份為10,000,000股A股。
2000年后，新华制药开始积极扩张巩固化学原料药地位，以解热镇痛药生产为主，逐步扩展主要化学原料药品种咖啡因、布洛芬、阿司匹林及安乃近等。2003年，公司完成咖啡因技术改造项目，同年注资淄博新华-百利高制药公司，生产销售布洛芬原料药并出口国际市场。2008年5月公司收购山东大地盐化集团有限公司持有的新华制药(寿光)有限公司，进入化工品和中间体领域。2012年，新华制药以2200万元全资收购山东天大生物制药公司并更名为新华制药（高密）公司，扩充公司粉针剂产品线。2014年再次收购40%山东淄博新达制药有限公司股权，增加以抗生素为主的44个制剂品规，进一步完善公司口服制剂产品线。
2006年10月23日，新华制药收到间接控股股东新华鲁抗集团转发的山东省国资委文件，文件显示新华鲁抗集团的国有产权无偿划入华鲁控股集团有限公司。划转后，华鲁控股负责注销新华鲁抗集团，承继新华鲁抗集团的债权债务，山东新华医药集团保留法人地位，成为华鲁控股的全资子公司。
2010年以来，新华制药完成了历史上“第二次搬迁”，形成了总部园区、一分厂、二分厂、寿光园区、高密园区五大产业园区的发展布局。2017年，新华制药与清华大学药学院合作建设了科研平台，与沈阳药科大学合作建立了博士后科研工作站，与青岛科技大学联合成立了解热镇痛药先进制造工程技术中心。
2018年7月，山东省国资委原则同意华鲁控股吸收合并新华制药控股股东新华集团的方案。11月26日，华鲁集团与新华集团签署《合并协议》。2019年4月3日，相关证券过户工作完成，新华制药控股股东变更为华鲁控股，新华集团不再持有本公司股份；实际控制人仍为山东省国资委。
2022年12月，随着2019冠状病毒病中国大陆疫情防控新政策的出台，市场对解热镇痛类药物需求增大，新华制药股价出现连续上涨。而随着熊去氧胆酸被报道可以预防新冠病毒感染后，新华制药的股价再次上涨，受到来自监管层的关注，深交所上市公司管理二部为此发出关注函，原因是新华制药最近10个交易日触及三次涨幅异动，要求公司董事会说明相关事项。针对熊去氧胆酸一事，新华制药随后发布公告称，全资子公司山东淄博新达制药在2022年6月取得熊去氧胆酸片上市许可持有人资格，临床适应症为治疗胆固醇型胆结石，尚未商业化生产。。12月16日，新华制药书面回复称，公司不存在应披露而未披露的重大事项，公司基本面未发生重大变化，不存在计划对公司进行股权转让、资产重组以及其他对公司有重大影响的事项，不存在违反信息披露准确性、公平性原则的情形。而公司全体董事、监事、高级管理人员及其直系亲属在公司股票交易异常波动期间不存在买卖公司股票的行为，亦不存在涉嫌内幕交易的情形。
2022年12月中旬，为保障解热镇痛类药物的市场供应，新华制药在国务院联防联控机制医疗物资保障组第六工作组驻厂督导下，在山东省、淄博市工信和药监部门协助下，公司三大生产基地1000余名员工三班不间断，优先生产布洛芬片，确保最大限度释放产能。12月18日，公司布洛芬片产量升至1分钟1万多片；12月30日升至1分钟1.4万片。12月19日，公司对外公布了“一种包含布洛芬包合物的口腔速溶膜剂及其制备方法”的发明专利申请。
2023年1月18日，新华制药表示，已取得山东省药品监督管理局颁发的关于生产加工阿兹夫定片所需的药品受托生产许可证。

## 控股及参股公司
截至2022年半年报可行日期（2022年6月30日），新华制药共有如下主要控股参股公司：
- 山东新华医药贸易有限公司
- 山东新华制药进出口有限责任公司
- 山东新华医药化工设计有限公司90%
- 山东新华制药（欧洲）有限公司65%
- 淄博新华—百利高制药有限责任公司50.1%
- 新华制药（寿光）有限公司
- 新华(淄博)置业有限公司
- 新华制药（高密）有限公司
- 山东新华制药（美国）有限责任公司
- 山东新华机电工程有限公司
- 山东淄博新达制药有限公司
- 山东新华万博化工有限公司
- 山东同新药业有限公司60%
- 山东新华健康科技有限公司57.65%

## 业务
新华制药以从事开发、制造和销售化学原料药、制剂、医药中间体及其它产品为主要业务，是全球重要的解热镇痛药生产和出口基地，规模为亚洲最大；同时为中国大陆重要的心脑血管类、抗感染类、中枢神经类药物等生产企业，拥有化学原料药、医药制剂、医药中间体三大支柱产业和五大产业园区。制剂产品主要包括清热解毒、消化代谢、心脑血管、抗生素等领域，战略品种有舒泰得、库欣、介宁、保畅等；原料药主要包括清热解毒和中枢神经类，主要有布洛芬、安乃近、咖啡因、阿司匹林和左旋多巴等，主要以出口业务为主，多个关键品种获得了美国、欧盟认证；医药中间体主要包括甲酸三甲酯等化工产品。其中阿司匹林、布洛芬等产品占全球市场的三分之一以上，每年布洛芬的产能为8000吨。该公司拥有中国大陆最早的布洛芬相关专利权。
该公司与美国第新华公司合资成立新华-百利高公司，是世界上最大的布洛芬生产企业；与美国中西公司合资成立了新华中西公司，先后与日本三共制药、德国拜耳公司进
行合同加工生产，分别生产原料药新产品左旋多巴以及制剂委托加工。